# Ксантоптерин
Ксантоптерин — жёлтое, кристаллическое вещество, которое в природе встречается в основном в крыльях бабочек (выделено в 1889 году Фредериком Гоулэндом Хопкинсом) и моче млекопитающих. В 1924 году Отто Генрих Виланд и Клеменс Шопф выделили ксантоптерин в чистом виде из крыльев крушинницы. Структуру ксантоптерина в 1940 году определил Роберт Пуррманн.
Микроорганизмами перерабатывается в фолиевую кислоту. Это конечный продукт метаболизма не сопряженных птеридиновых соединений. Высокие уровни вещества обнаруживаются у пациентов с заболеваниями печени.
В 2010 году группа израильских и британских учёных доказала, что пигмент ксантоптерин в жёлтой полосе брюшка восточного шершня поглощает солнечный свет и преобразует его в электричество. Возможно, по этой причине эти шершни более активны в солнечные дни.

## Свойства
Кристаллическая структура ксантоптерина ещё не определена, из-за трудностей по выращиванию подходящих кристаллов. В противоположность этому, кристалл ксантоптерин гидрохлорида можно исследовать при помощи помощью рентгеновских лучей: он имеет 4,6-диоксо-структуру, в которой протонирование происходит по N(3).
Ксантоптерин относительно легко окисляется по седьмому положению кольца и превращается в лейкоптерин.

## Синтез
Пуррманн получил ксантоптерин из 2,4,5-триамин-6-гидроксипиримидина и дихлоруксусной кислоты в две стадии, а Кошара — в одну стадию, использовав глиоксиловую кислоту.